# Saint Louis Athletica

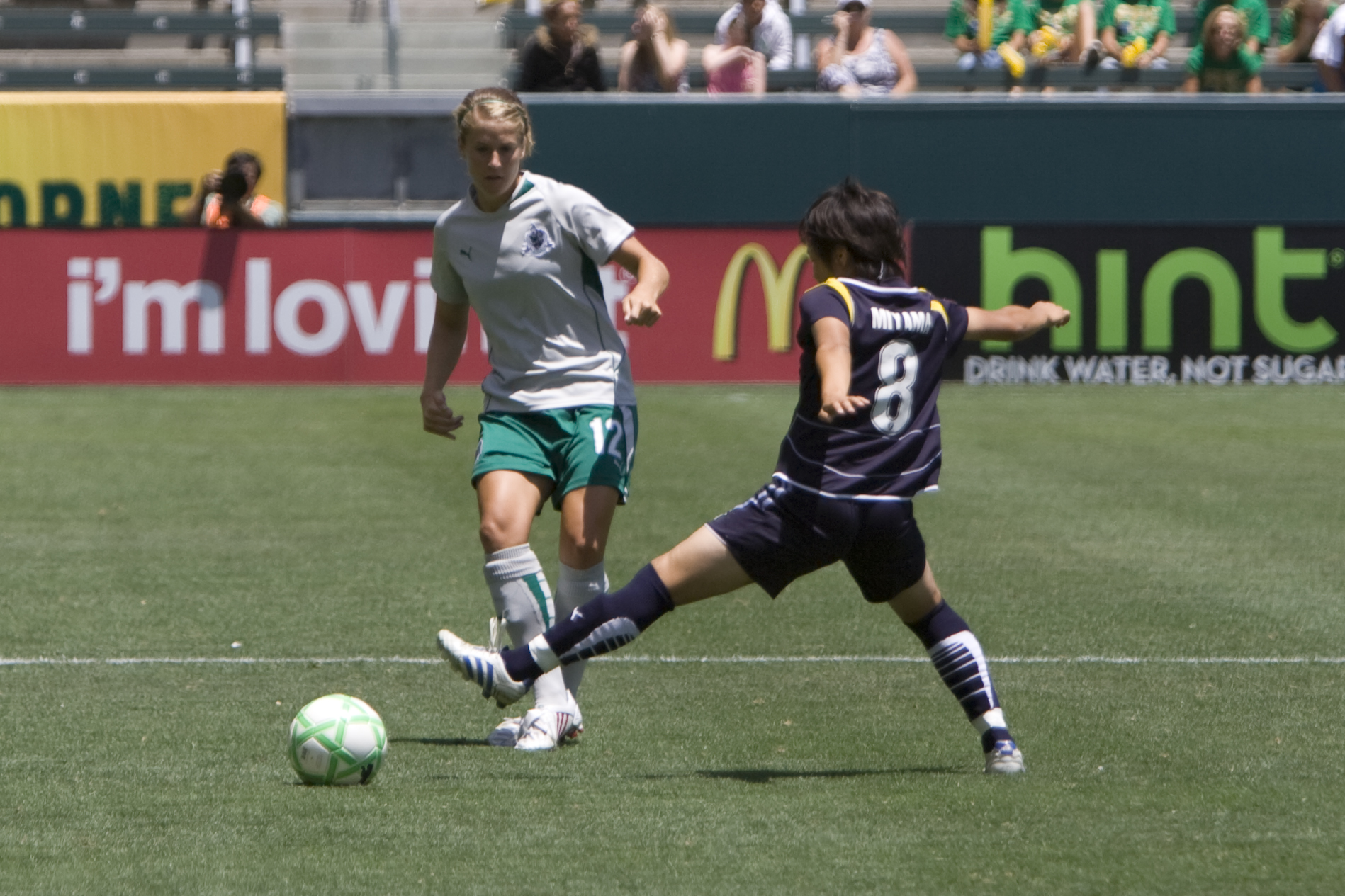
Weber e Miyama competem pela bola

O Saint Louis Athletica foi um clube de futebol dos Estados Unidos localizado em Edwardsville, Illinois. A equipe fez sua estréia na Women's Professional Soccer em 2009.

## Elenco atual
- Atualizado em 29 de abril de 2009[1]